# Kosmetik (Ich bin das Glück dieser Erde)
Kosmetik (Ich bin das Glück dieser Erde) ist ein Lied des deutschen NDW- und NDH-Musikers Joachim Witt, das im Dezember 1980 erschien.

## Entstehung und Veröffentlichung
Getextet, komponiert und produziert wurde das Lied vom Interpreten selbst. Bei der Produktion erhielt Witt Unterstützung durch René Tinner.
Die Erstveröffentlichung von Kosmetik (Ich bin das Glück dieser Erde) erfolgte im Dezember 1980 bei WEA Records, als Teil von Witts Debütalbum Silberblick (Katalognummer: 58 231). Im Folgemonat erschien es als erste Singleauskopplung. Diese erschien als 7″-Single mit der B-Seite Ja, ja… (Katalognummer: 18 410). Im Mai 1981 erschien das Lied zudem als B-Seite der Nachfolgesingle Goldener Reiter (Katalognummer: 28 227).
Um das Lied zu bewerben, erfolgte unter anderem ein Liveauftritt in der ZDF-Musiksendung Music-Box am 22. März 1982.

## Hintergrund
Bei Kosmetik (Ich bin das Glück dieser Erde) handelt es sich um die zweite Singleauskopplung in Witts Karriere, die erste unter seinem richtigen Namen. Seine erste Single Ich bin ein Mann veröffentlichte er im Jahr 1974 bei Metronome Records, unter dem Pseudonym „Julian“.

## Inhalt und Stil
Witt schlüpft in dem NDW-Lied in die Rolle des „Mädchens Kosmetik“, das mit übertriebener Selbstinszenierung und Materialismus prahlt.

## Chartplatzierungen
| ChartsChartplatzierungen | Höchstplatzierung | Wochen/ Monate |
| ------------------------ | ----------------- | -------------- |
| Deutschland (GfK)        | 24 (13 Wo.)       | 13 Wo.         |
| Österreich (Ö3)          | 6 (1,5 Mt.)       | 1,5 Mt.        |